# Aleksandra Lipczak
Aleksandra Lipczak (ur. 1981 w Legnicy) – polska reportażystka.

## Wykształcenie
Aleksandra Lipczak jest absolwentką I Liceum Ogólnokształcącego im. Tadeusza Kościuszki w Legnicy. Ukończyła dziennikarstwo na Uniwersytecie Jagiellońskim, gdzie studiowała również filologię hiszpańską i polonistykę w ramach Międzywydziałowych Indywidualnych Studiów Humanistycznych.

## Praca dziennikarska
Jest autorką dwóch książek dotyczących sytuacji społeczno-politycznej w Hiszpanii: Lajla znaczy noc i Ludzie z Placu Słońca. Publikuje w tygodniku „Polityka”, w „Przekroju” i „Gazecie Wyborczej” (głównie reportaże w „Wysokich Obcasach” i „Dużym Formacie”). Jest stypendystką europejskiego programu dla młodych autorów i tłumaczy CELA.

## Publikacje książkowe
- Ludzie z Placu Słońca. Dowody na Istnienie, 2017. ISBN 978-83-947254-3-3. Brak numerów stron w książce
- Lajla znaczy noc. Wydawnictwo Karakter, 2020. ISBN 978-83-66147-52-2. Brak numerów stron w książce

## Nagrody i wyróżnienia
- laureatka IV edycji Konkursu Stypendialnego im. Ryszarda Kapuścińskiego
- nominacja do nagrody Grand Press w kategorii dziennikarstwo specjalistyczne w 2015 roku
- nominacja do Nagrody Literackiej „Nike” 2021 za książkę Lajla znaczy noc[7]
- Nagroda im. Beaty Pawlak (2021)[8][9]
- Nagroda Literacka im. Witolda Gombrowicza 2021 za książkę Lajla znaczy noc[10]